# Burundi na Mistrzostwach Świata w Lekkoatletyce 2022
Burundi na Mistrzostwach Świata w Lekkoatletyce 2022 – reprezentacja Burundi podczas mistrzostw świata w Eugene liczyła trzech zawodników, którzy nie zdobyli żadnego medalu.

## Skład reprezentacji

### Mężczyźni
| Zawodnik            | Konkurencja      | Finał    | Finał   | Źródło |
| Zawodnik            | Konkurencja      | Wynik    | Pozycja | Źródło |
| ------------------- | ---------------- | -------- | ------- | ------ |
| Rodrigue Kwizera    | bieg na 10 000 m | 28:01.49 | 16.     | [ 1 ]  |
| Egide Ntakarutimana | bieg na 10 000 m | 28:24.07 | 18.     | [ 1 ]  |
| Olivier Irabaruta   | maraton          | 2:12:00  | 32.     | [ 2 ]  |